# Ibolya Dávid
Ibolya Dávid (på ungerska Dávid Ibolya), född 12 augusti 1954 i Baja som dotter till Sándor Dávid (född 1927) och Katalin Csilics (född 1929), var partiledare för Ungerskt demokratiskt forum 1999–2010. Efter en juristexamen från Universitetet i Pécs 1981 gick hon med i partiet i januari 1989, och blev parlamentsledamot 1990. 1998–2002 var hon justitieminister i Viktor Orbáns regering. Därefter var hon vice talman 2002–2006. Efter ett förödande valnederlag i april 2010 där Ungerskt demokratiskt forum endast fick 2,7 % av rösterna och förlorade samtliga mandat i parlamentet, avgick hon som partiledare.